# 仮面ライダー×スーパー戦隊×宇宙刑事 スーパーヒーロー大戦Z
- 仮面ライダーシリーズ
  -  > 仮面ライダーウィザード > 仮面ライダー×スーパー戦隊×宇宙刑事 スーパーヒーロー大戦Z
- スーパー戦隊シリーズ
  -  > 獣電戦隊キョウリュウジャー > 仮面ライダー×スーパー戦隊×宇宙刑事 スーパーヒーロー大戦Z
  -  > 特命戦隊ゴーバスターズ > 仮面ライダー×スーパー戦隊×宇宙刑事 スーパーヒーロー大戦Z
  -  > 海賊戦隊ゴーカイジャー > 仮面ライダー×スーパー戦隊×宇宙刑事 スーパーヒーロー大戦Z
- メタルヒーローシリーズ > 宇宙刑事シリーズ > 宇宙刑事ギャバン THE MOVIE > 仮面ライダー×スーパー戦隊×宇宙刑事 スーパーヒーロー大戦Z
- スーパーヒーロー大戦シリーズ > 仮面ライダー×スーパー戦隊×宇宙刑事 スーパーヒーロー大戦Z

『仮面ライダー×スーパー戦隊×宇宙刑事 スーパーヒーロー大戦Z』（かめんライダースーパーせんたいうちゅうけいじ スーパーヒーローたいせんゼット）は、2013年4月27日より東映系で公開された、特撮テレビドラマ「仮面ライダーシリーズ」「スーパー戦隊シリーズ」「メタルヒーローシリーズ」の劇場版作品。

## 概要
『仮面ライダー×スーパー戦隊 スーパーヒーロー大戦』に続く、仮面ライダーシリーズ・スーパー戦隊シリーズの両シリーズが共演するクロスオーバー作品「スーパーヒーロー大戦シリーズ」の第2弾。
本作品では、上映当時の現行作品である『仮面ライダーウィザード』と『獣電戦隊キョウリュウジャー』に加え、宇宙刑事シリーズを中心としたメタルヒーローシリーズのヒーローが登場するほか、『仮面ライダーフォーゼ』の劇場作品に登場した、東映過去作の『宇宙鉄人キョーダイン』と『イナズマン』のリファインキャラクターも再登場する。全仮面ライダーと全スーパー戦隊が登場することを強調していた前作とは異なり、本作品では「野獣系ヒーロー」と「宇宙系ヒーロー」といった、モチーフや装備が共通している一部のメンバーの登場にとどまっている。
物語の中心を担うのは十文字撃 / 宇宙刑事ギャバンtypeGと『特命戦隊ゴーバスターズ』の宇佐見ヨーコ / イエローバスターの二人であり、そこに『海賊戦隊ゴーカイジャー』の伊狩鎧 / ゴーカイシルバー、操真晴人 / 仮面ライダーウィザード、仁藤攻介 / 仮面ライダービーストや日向快 / 宇宙刑事シャリバン、それにキョウリュウジャー5人も交える形で、ストーリーがそれぞれの視点から描かれている。
新宿バルト9他全国289スクリーンで公開され、2013年4月27日・28日の初日2日間で興収2億3,350万4,650円・動員20万1,006人を記録し、映画観客動員ランキング（興行通信社調べ）で初登場第3位を獲得した。最終興収は9.4億円。

## あらすじ
かつて仮面ライダーたちと戦ったショッカーが、魔法の力を得た宇宙規模の組織「スペースショッカー」として復活した。スペースショッカーは全宇宙を征服するため、まずは地球に狙いを定める。
一方、地球では操真晴人 / 仮面ライダーウィザードが白銀のコンバットスーツ戦士・十文字撃 / 宇宙刑事ギャバンtypeG から攻撃を受けていた。戦闘の中でギャバンはウィザードに対する誤解を一応解くが、銀河連邦警察の命令に背いたため、銀河連邦警察隊長の一条寺烈 / 初代宇宙刑事ギャバンから宇宙刑事の資格を剥奪されてしまう。
一方、晴人はスペースショッカーと戦うが、スペースショッカーの作った魔法陣に吸い込まれ、スタジアムに吹っ飛ばされてしまう。晴人は突如現れた獣電戦隊キョウリュウジャーのメンバーと出会うが、桐生ダイゴ / キョウリュウレッドは、晴人を敵か味方か確認するため、晴人に勝負を挑む。剣と剣でぶつかり合う晴人とダイゴだったが、乱入した海賊戦隊ゴーカイジャーの伊狩鎧 / ゴーカイシルバーと出会う。
鎧と共に晴人は撃から衝撃の事実を教えられる。どうやら宇宙各地では魔法の力が同時多発的に暴走しており、地球はもちろん宇宙全体も破滅の危機にあると言うのだ。終末のカウントダウンが刻一刻と迫りつつある中、晴人と撃たちは事件の解決にあたることとなった。
エネルギー管理局・特命部であり、特命戦隊ゴーバスターズの宇佐見ヨーコ / イエローバスターが見つけた小型ロボット・サイコロンは事件に何か関係があるのか、スペースショッカーのボスはどこにいるのか。背後に見え隠れする、宇宙刑事シャリバンによって滅んだはずの宇宙犯罪組織マドーの影もちらつく中、仮面ライダー、スーパー戦隊、宇宙刑事たちは力を合わせ、全宇宙の平和を乱す真の巨悪に挑んでいく。

## 登場人物

### 敵組織
作品冒頭、スペースショッカーが敵組織として登場するが、終盤になって宇宙犯罪組織マドーが黒幕だったことが判明する。
スペースショッカー
仮面ライダーたちが戦った悪の秘密結社・ショッカーがマドーによって魔法の力を得て、再構成した組織。
初代ショッカーからゾディアーツまでの怪人で構成されており、初代ショッカー出身の改造人間が主だった行動隊長の役割を持つ。また、キョーダインを除く幹部たちには配下の怪人が備えている。
幹部・大幹部
シャドームーン（スペースショッカーの大幹部）
スペースイカデビル
スペース蜘蛛男
怪人
- さそり男
- サボテグロン
- ゴースター
- ザンジオー
- ジャガーマン
- ギリザメス
- ズ・ザイン・ダ
- バズスティンガー ワスプ
- ソノラブーマ
- アークオルフェノク
- トータスアンデッド
- グリラスワーム
- ゲッコーイマジン
- バットファンガイア
- パールシェルファンガイア
- ビートルファンガイア
- シュバリアン
- ビースト・ドーパント
- バット・ドーパント
- カマキリヤミー
- イカジャガーヤミー
- プテラノドンヤミー（雄）
- サジタリウス・ゾディアーツ
- スコーピオン・ゾディアーツ
- ハウンド・ゾディアーツ
- ムスカ・ゾディアーツ
- キョーダイン（スカイダインとグランダイン）

戦闘員
- スペースショッカー戦闘員
- チャップ

宇宙犯罪組織マドー
かつて宇宙刑事シャリバンが壊滅させた宇宙犯罪組織。本作品における魔法暴走の元凶であり、首領である魔王サイコを甦らせ、宇宙全体を幻夢界で覆うことを目的としている。
組織名はオリジナルに準じているが、後述のメンバー以外の構成員の大半は、スペースショッカーのメンバーに加え、スーパー戦隊と敵対した者が占めている。
首領
魔王サイコ
サイコロン
スペースショッカーとマドーから逃げ、ヨーコに助けられた球体状の小型ロボット。語尾に「コロン」をつける。
当初は記憶喪失で、徐々に記憶を取り戻すが、その正体は魔王サイコの頭脳の一部だった。
- デザインは篠原保。魔王サイコの一部という設定から、『シャリバン』でサイコの分身であったサイコラーのイメージがあり、サイコラーのディテールを細部に取り入れている。また、篠原は作為的な可愛さを好まないため、全体はヤカンやブタの蚊取り線香の入れ物をイメージしつつ、顔はコネクター部品のようなあっさりとしたものとしている。

幹部
軍師レイダー
スペースレイダー
軍師レイダーがキョウリュウジャーの獣電ブレイブフィニッシュと仮面ライダーウィザード フレイムドラゴンのドラゴンブレスに1度倒された後に、超次元砲の爆破エネルギーを利用して復活した怪人態。
軍師レイダー時にも使用していた大鎌を武器とする。
- デザインは篠原保。篠原は、この姿にどういう理由でなるのかが明言されていなかったため悩んだといい、人間体のレイダーは怖くなるだろうとの判断から、変身後は怖さを抑える方向とした。全身のノコギリ刃のようなパーツで、変身前の毛羽立った衣裳のボロボロさを硬質に表現している。

怪人
- エージェント・アブレラ
- クエスター・ガイ
- クエスター・レイ
- ロン
- ラゲク
- スウグ
- サンヨ
- ヌンチャクバンキ
- ヒラメキメデス
- 血祭ドウコク
- 薄皮大夫
- チノナマコ
- 参謀長ダマラス
- 開発技官インサーン
- 親衛隊員ダイランドー
- 行動隊長エルダー
- 行動隊長ヤンガー
- 行動隊長スターグル
- カラテロイド
- パラボラロイド2
- ブルドーザーロイド
- ケンタテロイド
- ザン・バルド
- ライノダブラー
- リザードダブラー

戦闘員
- ドゴーミン

### 登場ヒーロー一覧
劇場パンフレットより。
- 仮面ライダー
  - 仮面ライダー1号
  - 仮面ライダー2号
  - 仮面ライダーV3
  - 仮面ライダーX
  - 仮面ライダーアマゾン[注釈 1]
  - 仮面ライダースーパー1[注釈 2]
  - 仮面ライダーBLACK RX
  - 仮面ライダークウガ
  - 仮面ライダー龍騎
  - 仮面ライダー555
  - 仮面ライダー響鬼[注釈 1]
  - 仮面ライダーカブト
  - 仮面ライダー電王
  - 仮面ライダーディケイド[注釈 2]
  - 仮面ライダーW
  - 仮面ライダーオーズ
  - 仮面ライダーフォーゼ[注釈 2]
  - 仮面ライダーメテオ[注釈 2]
  - 仮面ライダーウィザード[注釈 3]
  - 仮面ライダービースト
- スーパー戦隊[注釈 4]
  - アカレンジャー（秘密戦隊ゴレンジャー）
  - デンジレッド（電子戦隊デンジマン）
  - 超新星フラッシュマン[注釈 2]
  - 超獣戦隊ライブマン[注釈 1]
  - レッドホーク（鳥人戦隊ジェットマン）
  - 星獣戦隊ギンガマン[注釈 1]
  - ハリケンレッド（忍風戦隊ハリケンジャー）
  - 特捜戦隊デカレンジャー[注釈 2]
  - 轟轟戦隊ボウケンジャー
  - 獣拳戦隊ゲキレンジャー[注釈 1]
  - 侍戦隊シンケンジャー
  - 海賊戦隊ゴーカイジャー
  - 特命戦隊ゴーバスターズ
  - 獣電戦隊キョウリュウジャー
- 宇宙刑事
  - 宇宙刑事ギャバンtypeG
  - 宇宙刑事シャリバン
  - 宇宙刑事シャイダー
- サナギマン/イナズマン

## 関連用語・装備・戦力
メタルヒーローキー
| キー名称                 | 作品名                      | 使用者           | 備考             |
| ------------------------ | --------------------------- | ---------------- | ---------------- |
| ドラフトレッダーキー     | 『特捜エクシードラフト』    | ゴーカイレッド   | [注釈 5]         |
| ブルービートキー         | 『重甲ビーファイター』      | ゴーカイブルー   |                  |
| ビーファイターカブトキー | 『ビーファイターカブト』    | ゴーカイイエロー | [注釈 5]         |
| 磁雷矢キー               | 『世界忍者戦ジライヤ』      | ゴーカイグリーン | [注釈 6][注釈 5] |
| ジャンパーソンキー       | 『特捜ロボ ジャンパーソン』 | ゴーカイピンク   |                  |
| ジバンキー               | 『機動刑事ジバン』          | ゴーカイシルバー |                  |
ギャバンtypeGがゴーカイジャーに与えた、レンジャーキーのメタルヒーロー版。力の出所など詳細については劇中言及されていない。
パンフレットでは本作品には未登場のメタルヒーローも紹介されている他、劇中に登場したもの以外にもメタルヒーローキーがこの世界のどこかに存在する可能性が示唆されている。
ゴーカイメタルガレオンバスター
メタルヒーローキーで発動させるゴーカイガレオンバスター。キーの差し込みによる電子音声はドラフトレッダーキーを使用した「スペシャルメタルチャージ」。必殺技はメタリックストライク。

ビッググランドファイヤー
電子星獣ドルのドルファイヤー、グランドバース・バトルバースフォーメーションのプラズマカノン、バビロス・シューティングフォーメーションのビッグ・マグナムを同時発射する。
この際に、グランドバースとバビロスは、銃を構えた状態でドッキングした合体戦闘形態バトルバース&シューティングフォーメーションとなっている。

ミラクルウィザードリング
魔法陣を介して、キョウリュウジンサイズの超巨大なウィザードラゴンを現実世界に召喚させるウィザードリング。

スーパー戦隊ウィザードリング
キョウリュウジンに搭乗したウィザードが使用したウィザードリング。キョウリュウジンの右足にストライクフェーズを装着させる。
獣電ブレイブストライクエンド
ミラクルウィザードリングで召喚したウィザードラゴンがストライクフェーズに変形し、キョウリュウジンの右足に合体した後に炎を纏ってウィザードとキョウリュウジャーのエネルギーを込めたキックを叩き込む技。この際ガブティラヘッドの周囲に歴代スーパー戦隊の恐竜メカが具現化する。

## キャスト
記載順はエンドロールに基づく。
- 十文字撃 - 石垣佑磨 『宇宙刑事ギャバン THE MOVIE』
- 伊狩鎧 - 池田純矢[注釈 10]『海賊戦隊ゴーカイジャー』
- 宇佐見ヨーコ - 小宮有紗 『特命戦隊ゴーバスターズ』

| 『仮面ライダーウィザード』 - 操真晴人 - 白石隼也 - コヨミ - 奥仲麻琴 - 仁藤攻介 - 永瀬匡 - 奈良瞬平 - 戸塚純貴 - 大門凜子 - 高山侑子 - 輪島繁 - 小倉久寛 『特命戦隊ゴーバスターズ』 - 桜田ヒロム - 鈴木勝大 - 岩崎リュウジ - 馬場良馬 - 仲村ミホ - 西平風香 - 森下トオル - 高橋直人 - 黒木タケシ - 榊英雄 | 『獣電戦隊キョウリュウジャー』 - 桐生ダイゴ - 竜星涼 - イアン・ヨークランド - 斉藤秀翼 - 有働ノブハル - 金城大和 - 立風館ソウジ - 塩野瑛久 - アミィ結月 - 今野鮎莉 『宇宙刑事ギャバン』 - 日向快 - 三浦力 - シェリー、花織ことは - 森田涼花（2役）『侍戦隊シンケンジャー』 - 一条寺烈 - 大葉健二 |

- 軍師レイダー - 本田博太郎

### 声の出演
- キョウリュウゴールド - 丸山敦史 『獣電戦隊キョウリュウジャー』
- 仮面ライダーフォーゼ - 福士蒼汰 『仮面ライダーフォーゼ』
- ゴーカイレッド - 小澤亮太 『海賊戦隊ゴーカイジャー』
- 宇宙刑事シャイダー - 岩永洋昭 『宇宙刑事ギャバン THE MOVIE』
- サナギマン・イナズマン - 須賀健太[注釈 12]『仮面ライダー×仮面ライダー ウィザード&フォーゼ MOVIE大戦アルティメイタム』
- ウサダ・レタス - 鈴木達央 『特命戦隊ゴーバスターズ』
- ビート・J・スタッグ - 中村悠一 『特命戦隊ゴーバスターズ』
- 仮面ライダー1号、デカレッド[13]、怪魔ロボット・シュバリアン[13] - 稲田徹　『仮面ライダーディケイド』
- ナレーション、アカレンジャー、スペースイカデビル、仮面ライダーアマゾン[14]、モバイレーツの音声[14] - 関智一 『海賊戦隊ゴーカイジャー』
- グランダイン - 岡田浩暉 『仮面ライダーフォーゼ THE MOVIE みんなで宇宙キターッ!』
- スカイダイン - 木下あゆ美 『仮面ライダーフォーゼ THE MOVIE みんなで宇宙キターッ!』
- シャドームーン - てらそままさき 『仮面ライダーBLACK』
- サボテグロン、ザンジオー、他 - 石川英郎
- スペース蜘蛛男 - 酒井敬幸
- サイコロン - 水樹奈々
- 魔王サイコ - 飯塚昭三 『宇宙刑事シャリバン』
- ギンガレッド[15]、仮面ライダー2号[15]、スペースショッカー戦闘員[15]、ドゴーミン[15]、他[15] - 穴井勇輝[注釈 13]
- レッドファルコン[15]、デカグリーン[15]、シンケングリーン[15]、ショッカー戦闘員[15]、他[15] - 小峰一己[注釈 13]
- 薄皮太夫[15]、他[15] - 竹内裕美[注釈 13]
- キョウリュウジャー各種アイテムの音声 - 千葉繁 『獣電戦隊キョウリュウジャー』[注釈 13]

### スーツアクター
- 宇宙刑事ギャバン[3] - 石井靖見
- ゴーカイシルバー[3]  - 佐藤太輔
- イエローバスター[3]  -  内川仁朗
- 仮面ライダーウィザード[3]  - 高岩成二
- 仮面ライダービースト[3]  - 渡辺淳
- キョウリュウレッド[3] 、レッドバスター[3]  - 押川善文
- キョウリュウブラック[3] 、ブルーバスター[3]  - 竹内康博
- キョウリュウブルー[3]  - 高田将司
- キョウリュウグリーン[3]  - 浅井宏輔
- キョウリュウピンク[3]  - 野川瑞穂
- キョウリュウゴールド[3]  - 大藤直樹[注釈 14]
- 宇宙刑事シャリバン[3] - 清家利一
- スペースイカデビル[3] 、スペースレイダー[3] - 金子起也
- スペース蜘蛛男[3] - 田中宏幸
- サナギマン[3] / イナズマン[3] - 藤田慧
- グランダイン[3] - 岩上弘数（BOSアクションユニティ）
- スカイダイン[3] - 人見早苗
- キョウリュウジン[3]  - 日下秀昭
- ジャパンアクションエンタープライズ
  - 岡田和也
  - 藤井祐伍
  - 神尾直子
  - 金田進一
  - 佐藤義夫
  - 縄田雄哉
  - 高橋玲
  - 蔦宗正人
  - 村井亮
  - 神前元
  - 寺本翔悟
  - 松本竜一
  - 徳田忠彦
  - 中田裕士
  - 伊藤茂騎
  - 小笠原竜哉
  - 松岡千尋
  - 喜多川2tom
  - 渡邊実
  - 的場耕二
  - 蜂須賀祐一
  - 今井靖彦
  - 斉藤幸治
  - 藤榮史哉
  - 本多剛幸
  - 橋口未和
  - 五味涼子
  - 細川晃弘
  - 大岩剣也
  - 井口尚哉
  - つちださゆり
  - 北川裕介
  - 松本拓巳
  - 橋本恵子
  - 白崎誠也
  - 小玉百夏
  - 柏木佑太
  - 松村凌太郎
- BOSアクションユニティ
  - 下川真矢
  - 白尾聡洋
  - 安永晃
  - 中山甲斐
  - 大隈厚志
  - 原隆太
  - 板垣克
  - 三村幸司
  - 藤田房代
  - 辻将太
  - 稲留正樹
  - 岩野史明
  - 渡辺佳幸
  - 鈴木大樹
  - 横沢淳
  - 小久江友子
  - 小豆畑佑司
  - 北山竜一
- レッド・エンタテインメント・デリヴァー
  - 新堀和男
  - 矢部敬三
  - 浜崎雄大
  - 松本直也
  - 草野伸介
  - 大河平レオン
  - 勝島康貴
- オフィスワイルド
  - 佐藤幹
  - 中島輝明
  - 近藤知行
  - 内山大輔
  - 久保翔
  - 上野晃一
  - 田中由馬
  - 内田大地
- 演技者集団 I&T
  - 岩井潤一
  - 加藤勉
  - 河合健志
  - 谷口洋行
  - 佐藤慎也
  - 長尾和彦
  - 世名圭吾
  - 佐々木俊
  - 森博嗣
  - 遠藤力
  - 高橋知宏
  - 渡部草一郎
- チーム俺太刀
  - 五十嵐勝平
  - 天貝学
  - 黒田朋樹
  - 黒田昌樹
  - 中澤まさとも
  - 小森秀一
  - 中山泰香
  - 神里まつり
  - 奥山敬人
  - 渡辺大貴
  - 菰田望
- STUNT JAPAN
  - アカレンジャー[17] - 林潔
  - 高嶋宏一郎
  - 木部悟
  - ランディ井上
  - 正野大輔
  - 飯田愛美
  - 高橋すみれ
  - 飯田佑子
  - 西村未来
- テクニカルアクターズクラブ
  - 氏原祐介
- 滝川拳
- 大浜さとし
- 白井雅士[注釈 15]
- ショッカーO野

## スタッフ
- 原作 - 石ノ森章太郎（石森章太郎プロ）、八手三郎
- 脚本 - 米村正二
- 音楽 - 中川幸太郎、山下康介
- 製作 - 鈴木武幸（東映）、平城隆司（テレビ朝日）、日達長夫（東映ビデオ）、和田修治（アサツー ディ・ケイ）、松田英史（東映エージエンシー）、古澤圭亮（バンダイ）、木下直哉（木下グループ）
- 企画 - 村松秀信（東映）、桑田潔（テレビ朝日）、加藤和夫（東映ビデオ）、波多野淳一（アサツー ディ・ケイ）、小川政則（東映エージエンシー）、小野口征（バンダイ）、中村和俊（木下グループ）
- エグゼクティブプロデューサー - 杉山登（テレビ朝日）、疋田和樹（東映エージエンシー）
- 撮影 - 小林元（JSC）
- 照明 - 斗沢秀
- 美術 - 大嶋修一
- 録音 - 畑幸太郎
- 編集 - 須永弘志
- 整音 - 曽我薫
- スクリプター - 國米美子
- 助監督 - 山口恭平
- 制作担当 - 喜多智彦
- ラインプロデューサー - 平原大志
- Bカメラ - 宮本亘
- 絵コンテ - なかの★陽
- 助監督 - 小波津靖、越知靖、清水賢一、伊藤有祐
- プロデュース補 - 石川啓・望月卓（東映）
- アクション監督補佐 - 福沢博文
- 制作応援 - 中保眞典
- 制作デスク - 武中康裕
- クリーチャーデザイン - 麻宮騎亜、丸山浩、篠原保、K-SuKe
- キャラクターデザイン - 田嶋秀樹（石森プロ）、小林大祐・阿部統・田中宗二郎（PLEX）
- 幻夢界イメージボード - A.YAMASHITA
- 劇中イラスト - 薄永俊之
- デザイン協力 - 田川大志、大矢陽久、村山隆運、西澤清人（バンダイ）
- 特撮研究所
  - 撮影 - すずきけいぞう
  - 撮影助手 - 岡本純平、内田圭、関口洋平
  - 照明 - 安藤和也
  - 照明助手 - 関澤陽介、金城和樹
  - VE - 深澤雄嵩
  - 美術 - 松浦芳、長谷川俊介、花谷充泰
  - 操演 - 中山亨
  - 操演助手 - 和田宏之、秀平良忠、今城友梨子
  - ミニチュア制作 - ミューロン
  - 助監督 - 小串遼太郎
  - 特撮スーパーバイザー - 足立亨
  - 特撮コーディネーター - 中根伸治
- 協力プロデュース - 宇都宮孝明・大森敬仁（東映）
- スーパーバイザー - 小野寺章（石森プロ）
- プロデュース - 白倉伸一郎・武部直美（東映）、佐々木基・本井健吾（テレビ朝日）、佐藤現（東映ビデオ）、矢田晃一・深田明宏（東映エージエンシー）
- 配給 - 東映
- 製作プロダクション - 東映テレビ・プロダクション
- 「スーパーヒーロー大戦Z」製作委員会（東映、テレビ朝日、東映ビデオ、アサツー ディ・ケイ、東映エージエンシー、バンダイ、木下グループ）
- 特撮監督 - 佛田洋（特撮研究所）
- アクション監督 - おぐらとしひろ（ジャパンアクションエンタープライズ）
- 監督 - 金田治（ジャパンアクションエンタープライズ）

## 主題歌
「蒸着 〜We are Brothers〜」
作詞 - 藤林聖子 / 作曲 - AYANO / 編曲 - 鳴瀬シュウヘイ
歌 - HERO MUSIC ALL STARS Z（鎌田章吾、仮面ライダーGIRLS、串田アキラ、高取ヒデアキ、高橋秀幸、野村義男、松原剛志、Ricky）

## 他媒体展開

### ネットムービー
『ネット版 仮面ライダー×スーパー戦隊×宇宙刑事 スーパーヒーロー大戦乙!〜Heroo!知恵袋〜あなたのお悩み解決します!』（ネットばん かめんライダー スーパーせんたい うちゅうけいじ スーパーヒーローたいせんおつ ヘロー ちえぶくろ あなたのおなやみかいけつします）は、2013年4月12日から東映特撮BBやテレ朝動画などで有料配信されていたスピンオフネットムービー。
有料配信終了後も、YouTubeの「東映特撮 YouTube Official」にて2018年4月24日から5月29日まで無料配信が行われた。

#### スーツアクター（ネットムービー）
- 仮面ライダーウィザード[19]、仮面ライダーフォーゼ[19] - 高岩成二

#### スタッフ（ネットムービー）
- 原作 - 石ノ森章太郎、八手三郎
- 脚本 - 米村正二、白倉伸一郎
- 監督 - 山口恭平

#### 各話リスト（ネットムービー）
| 話数   | サブタイトル                                              | 配信日         |
| ------ | --------------------------------------------------------- | -------------- |
| 第1話  | スーパーヒーローのお悩み その1 〜仮面ライダーアクセル編〜 | 2013年 4月12日 |
| 第2話  | スーパーヒーローのお悩み その2 〜仮面ライダーバース編〜   | 2013年 4月12日 |
| 第3話  | 聞いて驚け! その1 なぜアミィとXライダーがベッドイン       | 2013年 4月12日 |
| 第4話  | 聞いて驚け! その2 なぜアミィとウィザードがベッドイン!?    | 2013年 4月12日 |
| 第5話  | 聞いて驚け! その3 なぜアミィとビーストがベッドイン!?      | 2013年 4月12日 |
| 第6話  | 聞いて驚け! その4 なぜアミィとフォーゼがベッドイン!?      | 2013年 4月12日 |
| 第7話  | スーパーヒーローのお悩み その3 〜デカイエロー編〜         | 4月26日        |
| 第8話  | スーパーヒーローのお悩み その4 〜大門凛子編〜             | 4月26日        |
| 第9話  | スーパーヒーローのお悩み その5 〜G3編〜                   | 4月26日        |
| 第10話 | スーパーヒーローのお悩み その6 〜宇宙刑事シャリバン編〜   | 4月26日        |

#### スーパーヒーローのお悩み
デカレッド・仮面ライダーW・宇宙刑事ギャバンtype.Gの3人が、相談してくる警察関係のキャラクターの相談に乗る話。
DVDでの映像特典では、仮面ライダー1号とアカレンジャーが答えるベストアンサーが収録されている。

##### キャスト（スーパーヒーローのお悩み）
キャスト
- 奈良瞬平 - 戸塚純貴
- 大門凜子 - 高山侑子
- 電波人間タックル - 小宮有紗
- 先輩スーツアクター - 今井靖彦（ジャパンアクションエンタープライズ）
- 佛田洋 - 佛田洋（友情出演）
- 風麺のマスター/謎の男 - どうきひろし（友情出演）『仮面ライダーW』

声の出演
- 宇宙刑事ギャバン - 石垣佑磨
- 仮面ライダーW - 桐山漣『仮面ライダーW』
- デカレッド - 載寧龍二『特捜戦隊デカレンジャー』
- デカイエロー - 木下あゆ美『特捜戦隊デカレンジャー』
- 宇宙刑事シャリバン - 三浦力
- アカレンジャー/ショッカー首領、仮面ライダーストロンガー、仮面ライダーアマゾン - 関智一
- 仮面ライダー1号/黒十字王 - 稲田徹
- ブラックコンドル、ファイブレッド、その他 - 石川英郎
- 仮面ライダーG3、ジェネラルシャドウ - 酒井敬幸
- 仮面ライダーバース、仮面ライダーアクセル - 三宅淳一
- 仮面ライダーなでしこ - 間藤絢子

##### 各話リスト（スーパーヒーローのお悩み）
レギュラーのデカレッド・仮面ライダーW・宇宙刑事ギャバンtype.Gについては省略する。
| 通算数 | 各話  | サブタイトル お悩み内容                                          | 相談者             | その他の登場キャラクター | 映像特典       |
| ------ | ----- | ---------------------------------------------------------------- | ------------------ | --- | -------------- |
| 第1話  | その1 | 〜仮面ライダーアクセル編〜 出しっぱなし布団の謎                  | アクセル           | 電波人間タックル ストロンガー バルタン星人 ジェネラルシャドウ ショッカー戦闘員 機動刑事ジバン | 1号            |
| 第2話  | その2 | 〜仮面ライダーバース編〜 客のいない屋台の謎                      | バース             | カブト 風麺のマスター ディエンド 佛田監督 | アカレンジャー |
| 第7話  | その3 | 〜デカイエロー編〜 開いたチャックは指摘する?                     | デカイエロー       | アマゾン 地球戦隊ファイブマン | 1号            |
| 第8話  | その4 | 〜大門凛子編〜 マンションの頭金 払う?払わない?                   | 大門凛子           | ブラックコンドル ボウケンピンク 妖幻密使バンキュリア モモレンジャー ホウオウレンジャー ガオホワイト 薄皮大夫 海の拳魔ラゲク | アカレンジャー |
| 第9話  | その5 | 〜G3編〜 なぜ、さおだけ屋は潰れないのか?                         | G3                 | ショッカー首領 仮面ライダーなでしこ 五星戦隊ダイレンジャー X クウガ ドラゴンフォーム アバレッド ジャッカー電撃隊 メテオストーム ブラックマスク ゲキイエロー ミスアメリカ ウラタロス リュウタロス キンタロス モモタロス W ヒートメタル | アカレンジャー |
| 第10話 | その6 | 〜宇宙刑事シャリバン編〜 “ノストラダムスの大予言”ってホントなの? | 宇宙刑事シャリバン | 黒十字王 未来戦隊タイムレンジャー | 1号            |

#### 聞いて驚け!
各ライダーが、なぜアミィとベッドインしたかを探る話。ゲストの仮面ライダーは声がなく、回想や推理では、『キョウリュウジャー』の5人が声をあてている。

##### キャスト（聞いて驚け!）
- 桐生ダイゴ - 竜星涼
- イアン・ヨークランド - 斉藤秀翼
- 有働ノブハル - 金城大和
- 立風館ソウジ - 塩野瑛久
- アミィ結月 - 今野鮎莉
- ジェントル - 島津健太郎

声の出演
- スカイダイン - 木下あゆ美

##### 各話リスト（聞いて驚け!）
| 通算話 | 各話  | サブタイトル                         | ベッドインした仮面ライダー | その他の登場キャラクター    |
| ------ | ----- | ------------------------------------ | -------------------------- | --------------------------- |
| 第3話  | その1 | なぜアミィとXライダーがベッドイン!?  | X                          | アポロガイスト              |
| 第4話  | その2 | なぜアミィとウィザードがベッドイン!? | ウィザード                 |                             |
| 第5話  | その3 | なぜアミィとビーストがベッドイン!?   | ビースト                   |                             |
| 第6話  | その4 | なぜアミィとフォーゼがベッドイン!?   | フォーゼ                   | 獣電竜ドリケラ スカイダイン |

## 映像ソフト化
Blu-ray / DVDでリリース。本作品以降、スーパー戦隊シリーズの劇場版のコレクターズパックの特典ディスクは、Blu-ray版ではBlu-rayで収録される。
- ネット版 仮面ライダー×スーパー戦隊×宇宙刑事 スーパーヒーロー大戦乙!〜Heroo!知恵袋〜あなたのお悩み解決します!（1枚組、2013年8月9日発売）
  - ネットムービー全10話を収録。
  - 映像特典
    - おまけ（「スーパーヒーローのお悩み編」に配信では見られなかった仮面ライダー1号とアカレンジャーによる“本当のアンサー”を完全収録）
- 仮面ライダー×スーパー戦隊×宇宙刑事 スーパーヒーロー大戦Z 通常版（1枚組、2013年10月11日発売）
  - 映像特典
    - TRAILER
- 仮面ライダー×スーパー戦隊×宇宙刑事 スーパーヒーロー大戦Z コレクターズパック（2枚組、2013年10月11日発売）
  - ディスク1：本編ディスク（通常版と共通）
  - ディスク2：特典ディスク（Blu-ray版はBlu-ray、DVD版はDVDで収録）
    - メイキング
    - 完成披露記者会見
    - 完成披露試写会舞台挨拶
    - 公開初日舞台挨拶
    - TV SPOT
    - DATA FILE
    - POSTER GALLERY

  - 初回限定特典
    - 特製スリーブケース